# 牛背鹭
，或稱東方黃頭鷺、東方牛背鷺，是鹈形目鹭科的一种鸟类。分布于南亚和东亚至印度次大陆、澳大利亚和新西兰。分佈於熱帶、副熱帶和溫暖的溫帶地區。大多數的分類學權威將此物種和西方黃頭鷺歸為黃頭鷺的亞種，但有些（包括國際鳥盟）將它們分為獨立種。儘管在羽毛上與白鷺屬（Egretta）的白鷺類似，但它與蒼鷺屬 （Ardea）的鷺類有更密切的關係。它主要分佈於南亞、東亞和澳大拉西亞。
這是一種在繁殖季節有著黃褐色羽冠的白色鳥類。它們在鳥類群體中築巢，通常靠近水體，並且經常與其他涉禽一起築巢。巢是由樹枝在樹上或灌木叢中搭建的平台。黃頭鷺比其他鷺類更能利用乾燥和開闊的棲地。它們的覓食棲地包括季節性淹水的草地、牧場、農田、濕地和稻田。它們經常伴隨牛或其他大型哺乳動物，捕捉這些動物驚動的小型無脊椎動物和昆蟲。部分黃頭鷺種群是遷徙性的，另一些則在繁殖後期向外散布。
成年黃頭鷺幾乎沒有掠食者，但鳥類或哺乳動物可能會掠奪其巢穴，幼鳥可能會因飢餓、缺鈣或其他大型鳥類的干擾而死亡。這種物種與牛保持著特殊的關係，這種關係也延伸至其他大型草食性哺乳動物；更廣泛的人類農業活動被認為是它們突然擴展分佈範圍的主要原因。黃頭鷺會從牛身上去除蜱和蒼蠅並食用它們。這對兩種物種都有利，但也被認為與某些由蜱傳播的動物疾病有關。

## 分類
其屬名Bubulcus在拉丁語中是牧人的意思，與英語名稱一樣，指的是這種鳥類與牛的關聯。
黃頭鷺由Pieter Boddaert於1783年描述，繁殖於東亞和南亞及澳大拉西亞。
儘管外觀上有些相似，黃頭鷺與包括大鷺或典型鷺類和大白鷺（A. alba）的蒼鷺屬 （Ardea）屬有更密切的關係，而非大多數被稱為白鷺的白鷺屬（Egretta）物種。

## 描述

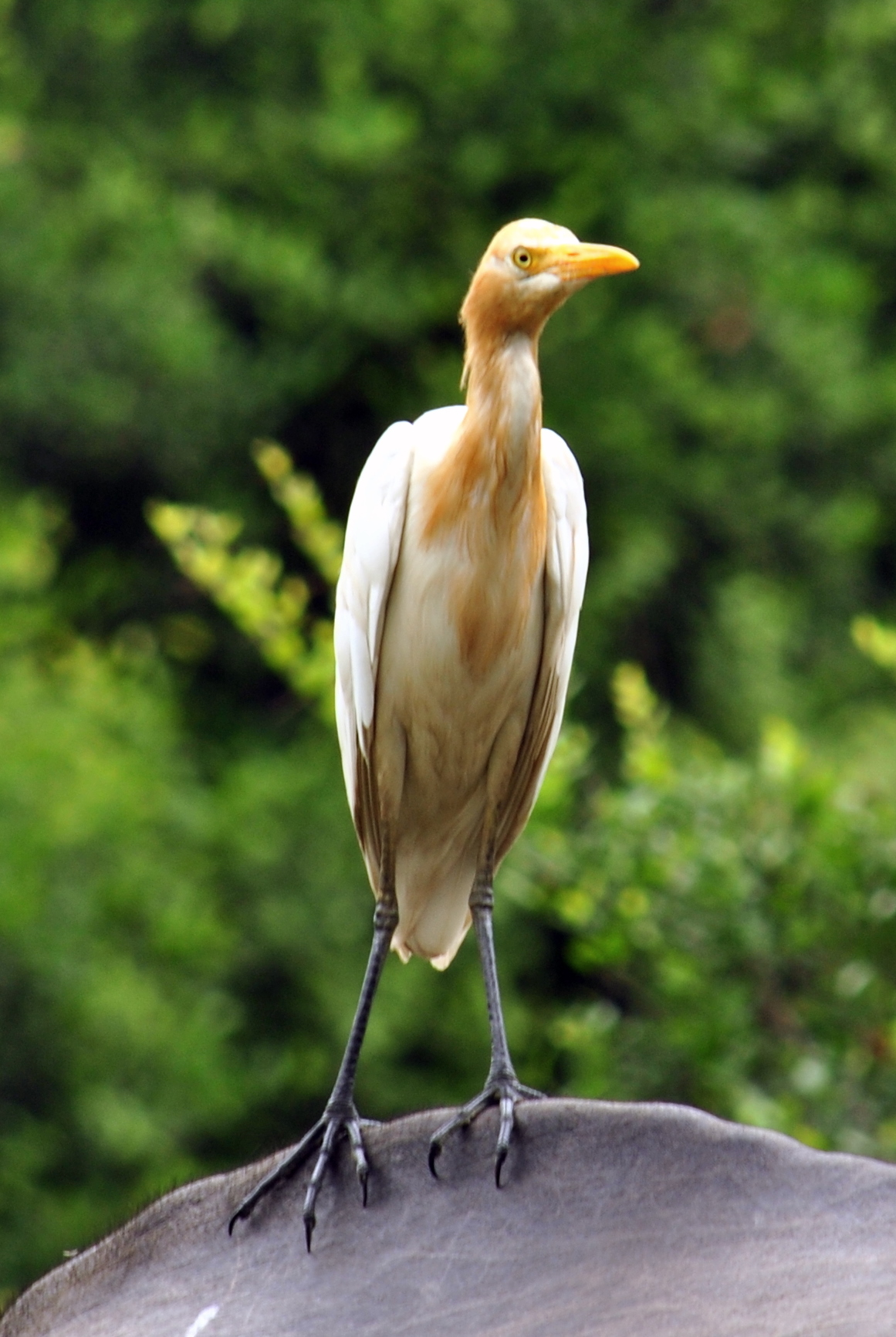
棲息在一頭水牛上,攝於 阿索拉巴蒂野生動物保護區, 國家首都區, 德里, 印度

黃頭鷺是一種矮壯的鷺，展翅寬度約88—96 cm（35—38英寸），身長約46—56 cm（18—22英寸），體重約270—512 g（9.5—18.1 oz）。嘴峰长约63.3毫米，喙宽度约8.6毫米，喙厚度约11.5毫米，跗蹠长约76.8毫米，尾长约90.9毫米。
它的脖子較短且粗壯，喙堅固，姿態蜷縮。非繁殖期的成鳥主要是白色羽毛，喙為黃色，腿呈灰黃色。
黃頭鷺在繁殖季節與西方物種不同，其頭部的黃褐色延伸至面頰和喉部，羽冠顏色更金黃。喙和跗骨平均較長。它也較小，翅膀較短。面頰和喉部為白色，但繁殖羽為金黃色。黃頭鷺的眼睛位置使其在覓食時具有雙眼視覺，生理研究表明這種物種可能具有曙暮性活動或夜間活動的能力。適應於陸地覓食，它們失去了濕地親戚們能準確校正水光折射的能力。
這種鳥在繁殖群體中發出低沉的rick-rack聲，但通常大多數時間是安靜的。

## 分布與棲地
在澳大利亞，黃頭鷺的出現始於1940年代，該物種在澳大利亞的北部和東部地區建立了棲地。它在1960年代開始定期遷徙到紐西蘭。
黃頭鷺分布範圍的擴展是由於它與人類及其家畜的關係。最初適應於與大型草食和食草動物的共棲附生關係，它很容易轉向與家養的牛和馬共生。隨著牲畜飼養在世界各地的傳播，黃頭鷺能夠佔據其他生態棲位空缺的地方。許多黃頭鷺種群高度遷徙和擴散，這幫助了其分布範圍的擴展。
雖然黃頭鷺有時會在淺水中覓食，但與大多數鷺類不同，它通常在田野和乾燥的草地棲息，這反映了它更依賴陸地昆蟲而非水生獵物的飲食。

## 遷徙和移動
一些黃頭鷺的種群是遷徙性的候鳥，另一些則是留鳥擴散的，區分這兩者對於這種物種來說可能有點困難。在許多地區，種群既可以是留鳥，也可以是遷徙的候鳥。在北半球，遷徙是從較冷的氣候區到較溫暖的地區，但在澳大利亞築巢的黃頭鷺在冬季遷徙到較冷的塔斯馬尼亞和紐西蘭，春天回來。南印度的種群似乎隨著季風而進行局部遷徙。它們在九月後從喀拉拉向北遷徙。冬季期間，許多鳥被觀察到與印度池鷺（Ardeola grayii）群一起在印度東南沿海夜間飛行，並且在斯里蘭卡也有冬季涌入的記錄。

## 繁殖
黃頭鷺在鳥類聚落中築巢，這些群體通常圍繞著水體，但也常有例外。這些群體通常位於湖泊或河流附近的林地、沼澤或小的內陸或沿海島嶼上，有時與其他濕地鳥類如鷺、白鷺、朱鷺和鸕鶿共享。繁殖季節在南亞各地有所不同。北印度的築巢始於五月的季風來臨時。澳大利亞的繁殖季節是從十一月到次年一月初，每季產一窩。
雄鳥在群體中的樹上展示，使用一系列儀式化行為，如搖晃樹枝和向天空指點（垂直舉起喙），配對在三到四天內形成。每季選擇一個新伴侶，在築巢失敗後會重新築巢。巢是一個由樹枝在樹上或灌木叢中構築的小而凌亂的平台，由雌雄共同建造。樹枝由雄鳥收集並由雌鳥排列，偷樹枝的情況很常見。卵的數量從一到五個不等，但三到四個最為常見。淡藍白色的卵是橢圓形的，大小約45 mm × 53 mm（1.8英寸 × 2.1英寸）。孵卵大約持續23天，雌雄共同承擔孵卵任務。雛鳥在孵化時部分覆蓋著絨毛，完全依賴父母；它們在9-12天時開始體溫調節，在13-21天內完全長出羽毛。它們在2周時開始離巢並爬行，在30天時離巢，並在大約45天時變得獨立。
在澳大利亞，澳洲鴉、楔尾鵰和白腹海雕會捕食卵或幼鳥，蜱蟲感染和病毒感染也可能是死亡原因。

## 覓食

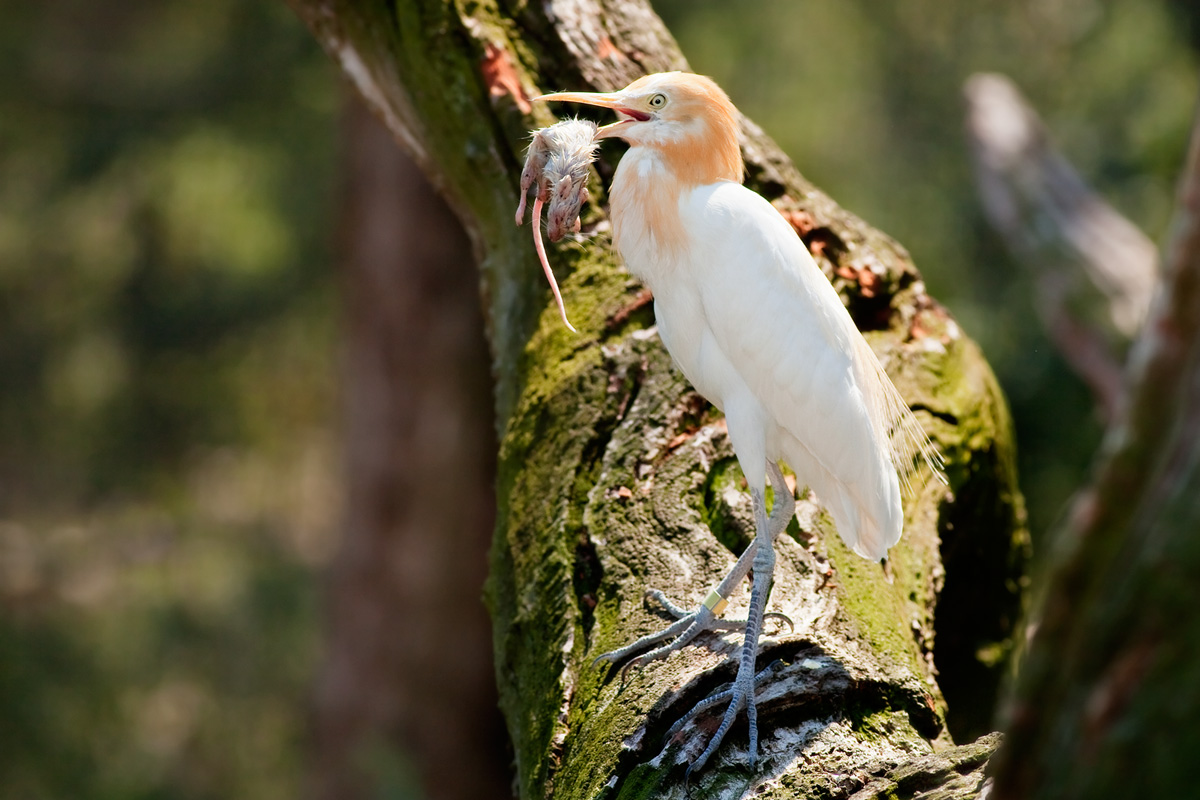
嘴中的老鼠

黃頭鷺捕食各種獵物，特別是昆蟲，尤其是蚱蜢、蟋蟀、蒼蠅（成蟲和蛆）和蛾，以及蜘蛛、青蛙和蚯蚓。在罕見的情況下，它們曾被觀察到在榕樹的樹枝上覓食成熟的無花果。該物種通常與牛和其他大型草食動物一起出現，捕捉被哺乳動物驚動的小生物。研究表明，黃頭鷺在靠近大型動物覓食時的成功率遠高於單獨覓食時的成功率。當與牛一起覓食時，它捕捉獵物的成功率比單獨覓食高出3.6倍。當跟隨農機時，其表現相似，但需要移動更多。在城市環境中，黃頭鷺也被觀察到在如鐵路線等特殊情況下覓食。
黃頭鷺會在大草食動物周圍弱弱地防禦其領域，抵禦同類，但如果該地區被大量黃頭鷺淹沒，它會放棄並在其他地方繼續覓食。在有大量大型動物的地方，黃頭鷺會選擇在每分鐘移動5-15步的動物周圍覓食，避免速度快或慢的群體。
黃頭鷺在飲食上也可能顯示出多樣性。在有海鳥群落的島嶼上，它會捕食燕鷗和其他海鳥的卵和雛鳥。在遷徙期間，也有報導稱它們會捕食精疲力竭的遷徙陸鳥。

## 與人類的關係
黃頭鷺是一種顯眼的物種，吸引了許多俗名。這些名稱大多與它跟隨牛和其他大型動物的習性有關。
黃頭鷺因其在生物防治中對牛寄生蟲如蜱蟲和蒼蠅的控制作用而受到養牛牧場主的歡迎。一項在澳大利亞的研究發現，黃頭鷺通過直接從牛的皮膚上啄食蒼蠅，減少了困擾牛的蒼蠅數量。
並非所有黃頭鷺與人類的互動都是有益的。由於其習慣於在機場的草地邊緣成群覓食，黃頭鷺可能對飛機構成安全隱患，並且它已被認為是水心病、傳染性華氏囊病及可能的新城病等動物感染的傳播者。